# János Arany
János Arany (în maghiară: Arany János, n. 2 martie 1817, Salonta, Marele Principat al Transilvaniei – d. 22 octombrie 1882, Budapesta, Regatul Ungariei) a fost un poet și prozator maghiar. A scris peste 40 de balade, traduse în mai mult de 50 de limbi.
A fost președinte al Societății Kisfaludy și secretar al Academiei Maghiare de Științe. A fost una dintre personalitățile principale ale vieții literare maghiare din acea epocă, alături de Sándor Petőfi.

## Viața
S-a născut la Salonta în anul 1817, fiind cel de-al zecelea copil al unei familii sărace. Dintre cei zece frați, au supraviețuit până la maturitate doar doi. Această tragedie i-a determinat pe părinții lui să aibă o deosebită grijă pentru educația mezinului. 
Zece clase a terminat la Salonta, după care continuă studiile la Debrețin. Din cauza greutăților materiale trebuia să lucreze de la o vârstă timpurie. Nu și-a putut desăvârși studiile la colegiul de la Debrețin. 
O vreme este actor într-o trupă de teatru cu care a colindat țara. Se stabilește la Salonta trăind dintr-o modestă funcție de ajutor de notar. Se căsătorește și duce o viață liniștită.
Debutul său literar a fost eposul satiric Az elveszett alkotmány, celebritatea însă i-o va aduce poemul epic Toldi, capodopera sa. Prin publicarea acestei povestiri poetice, Arany devine cunoscut, prețuit și considerat un mare poet național. Obține și prietenia lui Sándor Petőfi care îl felicită entuziast printr-o poezie. 
În timpul revoluției de la 1848 a fost un tribun entuziast al acesteia alături de Petőfi.
Odată cu apropierea compromisului austro-ungar, se identifică din ce în ce mai puțin cu orientările politice noi: aspirațiile aristocratice se opun instinctului său țărănesc și conștiinței sale burgheze, iar lipsa de umanitate a capitalismului aflat în stadiu de pregătire îl alarmează în aceeași măsură.
Se delimitează de rolul normativ, aproape idolatrizant, care îi este atribuit în cadrul vieții literare.
În anii '50 ajunge la Nagykőrös unde scrie primele sale balade. 
Părăsește această localitate și, în 1860, se stabilește la Budapesta. Se dedică activității literare, dar își irosește mult timp în funcții administrative fiind și secretar al Academiei Maghiare. 
Cu sănătatea afectată, în 1877 renunță la funcțiile sale oficiale, fiind anul în care se conturează ultima etapă majoră a carierei sale literare, caracterizată prin lirica specifică versurilor sale (volumul Őszikék) și sobrietatea marilor balade scrise spre sfârșitul vieții.
S-a stins din viață la Budapesta în 1882.
La Salonta, orașul său natal, există un muzeu memorial al poetului.

## Opera
- 1845: Az elveszett alkotmány ("Constituția pierdută");
- 1846: Toldi;
- 1853: Doamna Agnes ("Ágnes asszony");
- 1854: Seara lui Toldi ("Toldi estéje");
- 1863: Barzii din Țara Galilor ("A walesi bárdok");
- 1868: Moartea lui Buda ("Buda halála");
- 1879: Iubirea lui Toldi ("Toldi szerelme");
- Őszikék ("Brândușe de toamnă").

Arany a mai scris și poemul intitulat „Mama lui Matei Corvinul”.
A tradus mai multe drame ale lui Shakespeare în maghiară, printre cele mai importante numărându-se Hamlet.
A fondat revistele Szépirodalmi figyelő și Koszorú.
Este considerat unul dintre cei mai mari scriitori maghiari, alături de Sándor Petőfi, Endre Ady și Attila József.